# Hui Shui
Hui Shui är ett vattendrag i Kina. Det ligger i provinsen Anhui, i den östra delen av landet, omkring 170 kilometer sydost om provinshuvudstaden Hefei.
Genomsnittlig årsnederbörd är 2 237 millimeter. Den regnigaste månaden är augusti, med i genomsnitt 347 mm nederbörd, och den torraste är januari, med 66 mm nederbörd.